# Chrysonotomyia susbelli
Espèce
Chrysonotomyia susbelli est une espèce de guêpes parasitoïdes de la famille des Eulophidae. Décrite pour la première fois en 2024, c'est la première espèce de Chrysonotomyia connue pour parasiter les guêpes à galle de la famille des Cynipidae, et la sixième espèce répertoriée en Amérique du Nord, au nord du Mexique. À ce jour, elle n'a été observée qu'à l'université Rice à Houston, au Texas. Sa description a attiré l'attention des médias locaux et internationaux,.

## Étymologie
L'épithète spécifique susbelli se traduit approximativement par "porc de guerre" en latin, en référence à la mascotte du Wiess College, une résidence universitaire de l'Université Rice. Les couleurs officielles de Wiess sont très similaires à la coloration dorsale de C. susbelli.

## Description
Chrysonotomyia susbelli est une petite guêpe, les femelles mesurant de 1,0 à 1,2 mm et les mâles 0,9 mm. La moitié supérieure du thorax est jaune doré, avec diverses marques brun foncé sur le dos. Ces marques incluent une bande brune métallique à l'avant du mésonotum. La moitié inférieure du thorax est blanc pâle, créant un contre-ombrage distinct avec la partie supérieure. Les antennes présentent un scape pâle et un pédicelle jaune clair avec les deux tiers apicaux internes brun foncé. Les autres segments antennaires sont d'un jaune plus foncé, avec le dernier segment brun foncé. Les yeux sont roses. L'abdomen, semblable au thorax, est jaune doré sur le dessus avec des bandes brun foncé et blanc pâle en dessous. Le mâle de C. susbelli ressemble beaucoup à la femelle, à l'exception de sa taille plus petite et de ses marques brun foncé plus intenses.

## Biologie
Chrysonotomyia susbelli est connue pour parasiter Neuroterus bussae, une guêpe à galle de la famille des Cynipidae. N. bussae forme de petites grappes de galles charnues et rondes sur les feuilles du Chêne de Caroline (Quercus virginiana) au printemps. Chrysonotomyia susbelli a été observée émergeant des galles de Neuroterus bussae du 18 avril au 10 mai et active sur les feuilles de chêne jusqu'au 18 mai. De plus, on a observé que les femelles adultes ne se déplacent qu'en zigzag, aussi bien sur le terrain qu'en conditions de laboratoire.

## Systématique
Le nom valide complet (avec auteur) de ce taxon est Chrysonotomyia susbelli O'Loughlin (d), Brandão-Dias (d), Gates (d) & Egan (d), 2024.

### Publication originale
- (en) Brendan O’Loughlin, Pedro F. P. Brandão-Dias, Michael W. Gates et Scott P. Egan, « Description of a new species of Chrysonotomyia Ashmead from Houston, Texas, USA (Hymenoptera, Chalcidoidea, Eulophidae) », ZooKeys, Bulgarie, vol. 1212,‎ 18 septembre 2024, p. 241–254 (ISSN 1313-2989, e-ISSN 1313-2970, DOI 10.3897/zookeys.1212.127537, lire en ligne, consulté le 7 octobre 2024).